# Corint Media

Logo

Corint Media, ehemals VG Media (Gesellschaft zur Verwertung der Urheber- und Leistungsschutzrechte von Sendeunternehmen und Presseverlegern mbH), ist eine Verwertungsgesellschaft in Deutschland mit Sitz in Berlin.
Das 2001 gegründete Unternehmen vertritt treuhänderisch Urheber- und Leistungsschutzrechte von über 180 deutschen und internationalen privaten Fernseh- und Hörfunksendeunternehmen sowie von rund 200 digitalen verlegerischen Angeboten. Sie unterhält Lizenzverträge mit rund 34.000 Vertragspartnern.
Das Deutsche Patent- und Markenamt als Staatsaufsicht über die Verwertungsgesellschaften hat die Corint Media 1997 als Verwertungsgesellschaft zugelassen.

## Gesellschafter
Gesellschafter der Corint Media sind 25 Medienunternehmen, die sich die Anteile an der Corint Media aufteilen, so dass je 50 % der Geschäftsanteile von privaten Fernseh- und Hörfunksendern und weitere 50 % von Presseverlegern gehalten werden. Die Gesellschafter sind Antenne Bayern, Antenne Niedersachsen, Antenne Thüringen, Aschendorff Medien, Axel Springer SE, bigFM, Evangelischer Presseverband Norddeutschland, Funk & Fernsehen Nordwestdeutschland, Funke Mediengruppe, HandelsblattMedia Group, DuMont Mediengruppe, Münchener Zeitungs-Verlag, ProSiebenSat.1 Media, Hit Radio FFH, WeltN24, Radio Regenbogen, Regiocast, Rheinische Post, RPR1, Schleswig-Holsteinischer Zeitungsverlag, medienzentrum Berlin, Verlagsgesellschaft Madsack, Presse-Druck und Verlags-GmbH, VMG Verlags- und Mediengesellschaft und Zeitungsgruppe Ostfriesland. Die Gesellschaft wurde mit Bescheid vom 25. Februar 2014 vom Bundeskartellamt freigegeben.
Die Verlagsgesellschaft Madsack kündigte zum 31. Dezember 2021.

## Geschichte
Seit ihrer Gründung nahm das Unternehmen Urheber- und Leistungsschutzrechte privater TV- und Radiosendeunternehmen wahr und befand sich von 2010 bis Anfang 2014 im Eigentum der Sendeunternehmen ProSiebenSat.1 Media AG, N24 Media, Antenne Bayern, Hit-Radio Antenne, radio ffn, Hit Radio FFH, Regiocast, TOP Radiovermarktung, Antenne Thüringen, VMG Verlags- und Mediengesellschaft, Radio Regenbogen, RPR1 und bigFM.
Im Januar 2021 wurde der Name von VG Media zu Corint Media geändert.

## Rechtewahrnehmung
Die Corint Media nimmt Rechte an der Kabelweitersendung und der öffentlichen Wiedergabe von Funksendungen (gegenüber Kabelnetzbetreibern, Wohnungswirtschaft, Hotels, Krankenhäusern, Fitnessstudios, Justizvollzugsanstalten, Messen etc.), der öffentlichen Wahrnehmbarmachung gesendeter Werke (Hintergrundmusik in Gaststätten, Einzelhandel, Banken, Tankstellen etc.), Audio- und TV-Live-Streaming aber auch an Programmbegleitmaterial in EPG, Mitschnittsrechte zur Medienbeobachtung sowie Rechte an Ausschnitten aus Presseerzeugnissen wahr. Für alle lizenzierten Nutzungen hat die VG Media entsprechende Tarife aufgestellt.
Wie die übrigen Verwertungsgesellschaften (z. B. GEMA, VG Wort, GVL, AGICOA) macht die VG Media selbst keinen Gewinn, sondern schüttet sämtliche Einnahmen abzüglich der Verwaltungskosten an die Berechtigten aus. Die berechtigten Medienunternehmen sind über 70 Unternehmen aus dem Bereich Privatfernsehen (beispielsweise ProSieben, Sat.1, RTL, Sport1, RTLZWEI, WELT, CNN, SBS 6), über 110 Unternehmen aus dem Bereich privater Hörfunk (beispielsweise Antenne Bayern, Hit Radio FFH, radio ffn und RPR1) und rund 200 digitale verlegerische Angebote. (Stand: 16. Oktober 2019).

## Lizenzierung
Für verschiedene Nutzergruppen hat das Unternehmen Tarife gemäß §§ 38–40 Verwertungsgesellschaftengesetz aufgestellt. Vor der Veröffentlichung im elektronischen Bundesanzeiger werden die Tarife dem Deutschen Patent- und Markenamt als Aufsichtsbehörde vorgelegt.
Wie im Verwertungsgesellschaftengesetz vorgesehen, hat das Unternehmen mit zahlreichen Nutzerverbänden Gesamtverträge abgeschlossen, in denen den Mitgliedern der Verbände Sonderkonditionen gewährt werden. Zu den Gesamtvertragspartnern der Corint Media zählen z. B. die AMCU (Association of Music and Copyrights Users), BdG (Bund der Gemazahler), BVCD (Bundesverband der Campingwirtschaft in Deutschland), BVGG (Bundesverein Gastronomie und Genuss), BVI, BVkom (Bundesvereinigung der kommunalen Spitzenverbände), DEGEMED (Deutsche Gesellschaft für Medizinische Rehabilitation), DEHOGA, DSSV, DSW, DKG, EK Group, FRK, GdW, Haus & Grund, MFAK (Mitteldeutscher Fachverband für Antennen- und Kabelanlagen), Ring Deutscher Makler (Verband der Immobilienberufe und Hausverwalter – Landesverband Berlin und Brandenburg), TOM (Tourismus Oberbayern München), VDF und VDKM (Vereinigung der kommerziellen Musiknutzer).

## Kooperationspartner
In verschiedenen Bereichen arbeitet das Unternehmen auch mit Partnern, wie dem Deutschen Kulturrat, dem Deutschen Medienschiedsgericht, der Europäischen Bewegung Deutschland, der GEMA, der GVU, dem Wirtschaftsforum der SPD und dem Wirtschaftsrat der CDU zusammen.

## Lobbyismus
Laut einem Bericht des IT-Fachportals netzpolitik.org aus dem August 2019 setzt sich die Corint Media für eine „Lobby- und Medienkampagne gegen Digitalkonzerne“ ein. So habe die VG Media eine Kampagne bei der Werbeagentur Jung von Matt in Auftrag gegeben, welche u. a. auch durch die Organisationen BDZV, Börsenverein des deutschen Buchhandels, GEMA, Innocence in Danger und dem VDZ unterstützt wird. Ziel sei es laut einem geleakten internen Schreiben, „mittelbar Rechtspolitiker auf nationaler und europäischer Ebene, aber auch Beamte und Richter, die Entscheidungen und Urteile gegen die fünf Digitalmonopolisten Google, Facebook, Amazon, Apple und Microsoft zu treffen haben, zu ertüchtigen“. Die Strategie sei dabei, „das Anliegen der Absender und ihrer Rechteinhaber, Komponisten, Musik- und Presseverleger, Autoren sowie der Sendeunternehmen und ihrer jeweiligen Einzelurheber […] unter anderem, aber nicht hervorgehoben, [zu erwähnen]“. So sei laut dem Schreiben u. a. die Botschaft „Schutz von Kindern und Jugendlichen als emotionales Finale“ zu verwenden. Vom Journalisten Markus Beckedahl wurde dabei insbesondere auch die „Doppelzüngigkeit der Verwerter“ beim Datenschutz kritisiert. So würden sie bessere Datenschutzbestimmungen bei den Digitalkonzernen fordern, aber gleichzeitig „massiv gegen bessere Verbraucherrechte gegen intransparentes Tracking im Rahmen der ePrivacy-Verordnung auf EU-Ebene“ lobbyieren.